# オハイオ州道180号線
オハイオ州道180号線（Ohio State Route 180）はアメリカ合衆国オハイオ州内を延びる道路である。延長は47.56km。西端はチリコシー近くの州道159号線（Ohio State Route 159）、東端はローガン近くの国道33号線（U.S. Route 33）。

## 歴史
1927年に建設され始めた。同年の国道27号線の完成につき、オハイオ州道27号線は同州道180号線に変更された。

## 沿道の自治体
- Adelphi
- Laurelville